# Statut de Benicàssim
Pour les articles homonymes, voir Statut d'autonomie valencien.

Drapeau officiel du Pays valencien prévu dans le statut de Benicàssim.

Le statut de Benicàssim (en valencien, Estatut de Benicàssim), également parfois désigné sous le nom d'accord de Benicàssim, est un projet de statut d'autonomie du Pays valencien rédigé en 1981 et présenté l'année suivante, visant à doter celle-ci d'une pleine autonomie.
Il était conçu comme un accord entre les différents parlementaires de la région visant à dépasser les clivages survenus dans le cadre de la bataille de Valence entre la gauche et la droite régionales, qui avaient retardé l'accès à l'autonomie, rendant impossible l'adoption de la voie d'accès à l'autonomie pleine (suivie avec succès par la Catalogne et le Pays basque) suivant l'article 151 de la Constitution espagnole de 1978, obligeant le choix de la voie d'accès secondaire, celle de l'article 143. Il ne fut finalement adopté qu'après de profonds remaniements.

## La commission
Début mars 1981, l'UCD accepte de participer avec le PSPV-PSOE à l'élaboration d'un statut d'autonomie consensuel. Le 10 avril, l'assemblée de parlementaires du Pays valencien est convoquée à l'initiative du Conseil et désigne une commission de rédaction, composée  de Luis Berenguer Fuster et José Ramón Pin Arboledas d'UCD, Joan Lerma et Felipe Guardiola pour le PSOE, et Antonio Palomares pour le PCE,.

## Présentation
La commission de rédaction du texte, réunie à Benicàssim, termina son travail rapidement, et remit le texte le 30 avril 1981,. Le statut prévoyait un accès à l'autonomie régi par les articles 143 et 146, et un degré d'autonomie proche de l'autonomie « pleine » de l'article 151, notamment la possibilité pour le président de la Generalitat de dissoudre les Corts. La répartition des sièges était orientée vers davantage de proportionnelle entre les provinces,. Au contraire des 3 % exigé dans la plupart des communautés autonomes d'Espagne, le statut réclame, tout comme le statut actuel, 5 % pour pouvoir accéder à la représentation au Parlemente. 
Il reconnaissait le valencien, dont il ne précisait pas la filiation linguistique, et le castillan comme langues officielles,.
Concernant la dénomination de la communauté autonome, il établissait celle de « Pays valencien », tout en mentionnant dès les premiers mots de l'introduction le « royaume de Valence ». Le drapeau officiel était celui portant la frange bleue ornée du blason de Pierre le Cérémonieux, qui s'opposait au drapeau couronné défendu par les blavéristes, mais également au drapeau sans frange bleue (le blason se situant au centre) officialisé par le Conseil du Pays valencien.
Les deux rédacteurs affiliés à l'UCD prirent soin d'adjoindre au texte une note indiquant « à titre personnel, sans engager l'UCD »,.
Ue plénière de parlementaires valenciens aux Cortes et de députés provinciaux réunis à Peníscola, après de vives discussions, le texte approuva à l'unanimité le texte le 19 juin, après lui avoir ajouté une série d'annexes comportant des rédactions alternatives.

## Accueil et texte final
Quelques heures après la publication du texte, Fernando Abril Martorell, alors aux commandes de l'UCD valencienne, déclara son hostilité à celui-ci, rejetant en particulier le choix de la dénomination, et affirmant qu'elle déstabilisait la communauté en l'incluant dans le projet de « Pays catalans », qu'il qualifiait de « cancer politique »,.
Le texte fut présenté à la commission constitutionnelle le 29 septembre 1981. les amendements successifs retardèrent la promulgation du texte. Lors de son passage devant les Cortes Generales, le texte, profondément remanié, sous la pression de l’UCD qui y était majoritaire (à la différence du Conseil du Pays valencien), reprenait toutes les revendications blavéristes relatives à la symbologie, sauf concernant la dénomination, où c'est l’expression nouvelle de « Communauté valencienne » qui est retenue,. Le processus s'étendit jusqu'au 10 juillet, où est publiée dans le Bulletin officiel de l'État espagnol la loi organique promulguant le statut,. La faculté pour le président de dissoudre les Corts était également absente du statut de 1982, mais fut intégrée à la suite de la réforme de 2006.